# Majtnerij
Majtnerij je kemijski element atomskog (rednog) broja 109 i atomske mase 268. U periodnom sustavu elemenata predstavlja ga simbol Mt.
Element je nazvan u čast austrijske fizičarke Lise Meitner. U hrvatskoj se literaturi može naći i pod nazivom meitnerij, a hrvatski je oblik majtnerij.